# Sigues la meva veu
Sigues la meva veu (originalment en anglès, Be my voice) és una pel·lícula documental de 2021 escrita i dirigida per Nahid Persson. Es tracta d'una coproducció internacional entre Suècia, l'Iran, els Estats Units, Noruega i el Regne Unit, i combina intervencions en persa i en anglès. S'ha doblat al català pel programa Sense ficció de TV3, que va emetre-la per primer cop el 27 de setembre de 2022.
El documental tracta sobre la trajectòria de la periodista i activista iraniana Masih Alinejad, exiliada als Estats Units, i el seu paper com a portaveu de les dones de l'Iran que critiquen l'obligació de dur en públic el hijab. Explica com Alinejad va impulsar campanyes en línia com My Stealthy Freedom i critica el silenci de la comunitat internacional. Es va gravar l'any 2019, abans de l'esclat de la pandèmia de la COVID-19.
Va guanyar el premi del públic del Festival de Documentals de Pordenone el 2021. Alhora, es va exhibir en diversos documentals com el Doc NYC, el Global Health Film Festival de Londres i el Festival de Documentals de Tessalònica de 2021, i el Festival Documental Internacional Canadenc Hot Docs de 2022.
És una producció de Realreel Doc en col·laboració amb SVT, NHK, SWR, DR, NRK, VRT, RTS i Knowlegde.